# Erdölgeologie
Dieser Artikel wurde wegen inhaltlicher Mängel auf der Qualitätssicherungsseite des Portals Geowissenschaften eingetragen. Dies geschieht, um die Qualität der Artikel im Themengebiet Geowissenschaften zu steigern. Bitte hilf mit, die Mängel zu beseitigen, oder beteilige dich an der Diskussion. (+)

Begründung: Miserable Übersetzung. Wer „source“ im vorliegenden Kontext mit „Ursprung“ statt „Muttergestein“ übersetzt, zeigt, dass er fachfremd ist und sich auch nicht ausreichend mit dem Thema auseinandergesetzt hat. Mit ein paar Klicks in der Herkunftswikipedia, hätte man sich entsprechend schlau machen können, aber das war anscheinend zuviel verlangt... --19:51, 12. Feb. 2019 (CET)
Erdölgeologie ist das Studium der Herkunft, Vorkommen, Bewegung, Akkumulation und Exploration von flüssigen, aber auch gasförmigen Kohlenwasserstoffen (Erdöl und Erdgas). Es bezeichnet einen spezifischen Bereich der Geowissenschaften, der bei der Suche nach Kohlenwasserstoffen angewendet wird.

## Sedimentbecken-Analyser
Erdölgeologie ist hauptsächlich mit der Evaluation der sieben Schlüsselelemente der Sedimentbecken beschäftigt:

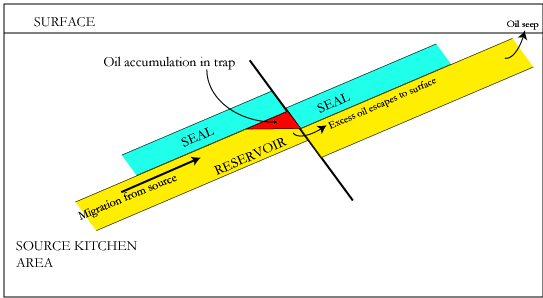
Eine strukturelle geologische Falle, bei der eine Verwerfung ein poröses und durchlässiges Speichergestein einem undurchlässigen Deckgestein gegenüberstellt. Das Erdöl (rot) sammelt sich am Deckgestein bis zur Basis des verschobenen Deckgesteins. Jedes weiter angesammelte Öl fließt Richtung Oberfläche aus und sickert dort aus.

- Ursprung: Die Bestimmung des Ursprungs nützt die Methoden der Geochemie zur Quantifizierung der Beschaffenheit des an organischen Material reichen Gesteine, welche die Vorläufer der Kohlenwasserstoffe bilden; es können die Art und die Qualität der ausgetretenen Kohlenwasserstoffe eingeschätzt werden.
- Reservoir: Das Reservoir ist eine poröse und durchlässige lithologische Einheit oder Gruppe von Einheiten, welche die Kohlenwasserstoffreserven beinhaltet. Die Analyse der Reservoirs im einfachsten Level benötigt die Festlegung der Porosität (zur Berechnung des In-situ-Volumens der Kohlenwasserstoffe) sowie der Permeabilität, der Stratigraphie, der Sedimentologie und der Reservoiranalyse.
- Deckgestein: Das Deckgestein ist eine lithologische Einheit mit geringer Durchlässigkeit, die den Abfluss der Kohlenwasserstoffe aus dem Speichergestein verhindert. Übliche Deckgesteine sind Evaporite, Kreide und Tongesteine. Die Analyse des Deckgesteins beinhaltet die Bestimmung der Dicke und Ausdehnung, auch deren Wirksamkeit.
- Geologische Falle: Die geologische Falle ist ein stratigraphisches oder strukturelles Merkmal, welches das gemeinsame Vorkommen von Speichergestein und Deckgestein im Untergrund sicherstellt und so die Kohlenwasserstoffe gefangenhält und an deren Entweichen hindert (dies hängt mit dem statischen Auftrieb der Kohlenwasserstoffe)
- Timing und Maturation: Die Analyse der Maturation und des Timings beinhaltet die Bestimmung der thermalen Geschichte des Ursprungsgesteins um die Menge und dem Zeitpunkt der Entstehung und des Abflusses der Kohlenwasserstoffe.
- Migration: Beim Studium der Migration werden Erkenntnisse bekannt, wie Kohlenwasserstoffe vom Ursprungsgestein in das Speichergestein bewegt, und hilft beim Bestimmen der Quantität der Kohlenwasserstoffe in einem bestimmten Gebiet.

Im Allgemeinen müssen diese Parameter durch ein limitiertes „Fenster“ in die unterirdische Welt durch ein oder mehrere Explorations-Bohrlöcher eingeschätzt werden. Diese Bohrlöcher zeigen nur ein eindimensionales Segment des Untergrundes und die Fähigkeit des Rückschließens dreidimensionaler Charakteristika ist eine der wichtigsten in der Erdölgeologie. In letzter Zeit trugen die Verfügbarkeit von preiswerten, hochqualitativen dreidimensionalen seismischen Daten (von Reflexionsseismik) und Daten aus verschiedenen elektromagnetischen geophysikalischen Messungsmethoden (etwa Magnetotellurik) erheblich zur Genauigkeit dieser Rückschlüsse und Interpretationen bei.

## Wichtige Phasen der Nutzung der Erdölgeologie

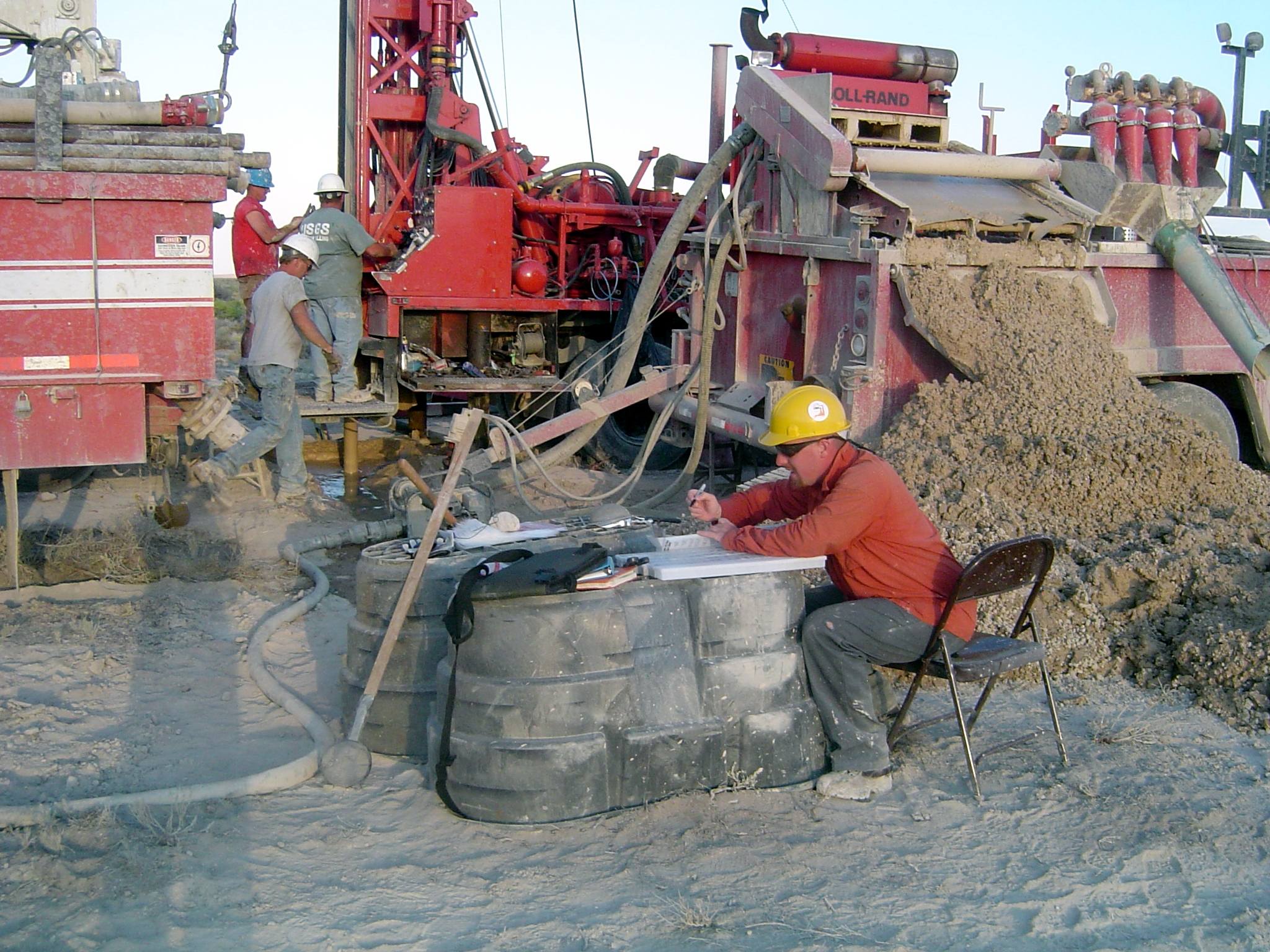
Mud log bei der Arbeit, ein üblicher Weg zum Studium der Lithologie beim Bohren von Bohrlöchern

Mehrere wichtige Phasen der Erdölgewinnung nutzen die Erdölgeologie, um die Erdölvorkommen zu nutzen.

### Analyse des Ursprungsgesteins
Um das Ursprungsgestein zu analysieren, müssen mehrere Parameter bestimmt werden. Zuerst muss bestimmt werden, ob es im Gebiet Ursprungsgestein gibt. Die Darstellung und Identifikation der möglichen Ursprungsgesteine hängt vom Studium der lokalen Stratigraphie, Paläogeographie und Sedimentologie ab; dies ermittelt auch die Wahrscheinlichkeit der Ablagerung von an organischem Material reichen Sedimenten in der geologischen Vergangenheit.
Ist die Wahrscheinlichkeit des Vorhandenseins eines Ursprungsgesteins hoch, ist das nächste Ziel, den Status und dem Zeitpunkt der Maturation zu bestimmen. Die Maturation des Ursprungsgesteins (siehe Diagenese und fossile Energie) hängt stark von der Temperatur ab; so entsteht der Großteil des Erdöls in einem Bereich von 60 °C bis 120 °C. Die Entstehung von Erdgas startet in einem ähnlichen Temperaturbereich, aber sie setzt sich darüber fort bis zu einem Bereich von 200 °C. Durch die Kombination der geochemischen Analysen (zur Bestimmung des Kerogen-Typs und deren Charakteristika) und der Modellierung des sedimentären Beckens wird der thermale Gradient in der sedimentären Säule modelliert.

### Analyse des sedimentären Beckens
Eine komplette Analyse des sedimentären Beckens wird normalerweise zur Bestimmung der Lage der zukünftigen Bohrlöcher im Suchgebiet durchgeführt. Diese Analysen erörtern das Erdöl-System und studieren das Ursprungssystem (Vorhanden sein und Qualität) der Einbettungsgeschichte, der Maturation (Zeitpunkt und Volumen), der Migration und Anreicherung sowie der potentiellen regionalen Deckgesteine und wichtigen Speichergesteine und Trägergesteine. All diese Elemente müssen untersucht werden, um die potentiellen Vorkommen zu lokalisieren.

### Exploration-Stadium
Obwohl die Analyse des sedimentären Beckens normalerweise der erste Schritt zur Exploration neuer Vorkommen ist, werden Teile dieser Studien manchmal auch während der Explorationsphase ausgeführt. Explorationsgeologie beinhaltet all die notwendigen Aktivitäten und Studien zum Auffinden neuer Lagerstätten. Normalerweise werden seismische Studien gemacht und Daten aus alten Explorationen (seismische Linien, Bohrloch-Logs, geologische Berichte …) zur Ausweitung der Studien genutzt. Manchmal werden gravimetrische und geomagnetische Untersuchungen ausgeführt; weiters werden Ölsickerungen und -austritte im Untersuchungsgebiet kartiert. Sobald ein bedeutsames Vorkommen durch Explorations- oder Wildcat-Bohrungen (finanziell risikoreiche Bohrungen in bisher vorkommenfreien Gebieten) gefunden wird, beginnt die Projektprüfungsphase.

### Projektprüfungsphase
Die Projektprüfungsphase wird dazu genutzt, um die Größe des Vorkommens abzuschätzen. Die Eigenschaften, die Konnektivität und die Arten der Kohlenwasserstoffe sowie deren Kontakt zum Grundwasserkörper werden zur Berechnung des potentiellen förderbaren Volumens herangezogen. Dies geschieht üblicherweise anhand neuer Aufschlussbohrungen um die erste Explorationsbohrung. Produktionstests geben Einsicht in die Druckverhältnisse und die Konnektivität des Vorkommens. Weitere geochemische und petrophysikalische Analysen geben Informationen über die Kohlenwasserstoffe (Viskosität, Chemie, API, Schwefelgehalt …) und die Natur des Vorkommens (Porosität, Permeabilität …) preis.

### Produktions- oder Förderphase
Nachdem ein Kohlenwasserstoffvorkommen entdeckt wurde und die Prüfungsphase eine rentable Förderung ergibt, beginnt die Produktionsphase. In dieser Phase legt man den Schwerpunkt auf eine kontrollierte Förderung, dabei werden Förderbohrungen an strategischen Positionen angelegt. Dies geschieht mithilfe von Zielbohrungen, die mithilfe von 3D-Seismik zum optimalen Punkt gelenkt werden. In vielen Fällen werden nach dem Nachlassen des Eigendrucks Hilfsmittel wie Wasser- und Dampfinjektionen oder Pumpen verwendet, um die Förderung aufrechtzuerhalten.